# Ruffano
Ruffano község (comune) Olaszország Puglia régiójában, Lecce megyében.

## Fekvése
A Salentói-félsziget déli részén fekszik.

## Története
A hagyományok szerint egy Rufus nevű római centurio alapította az i.e. 1 században, innen származik neve is. Az első állandó településre utaló nyomok az 5. századból származnak. A 11. századtól kezdve hűbérbirtok volt, 1463-ig a Tarantói Hercegség része, majd ezt követően a Ruffa i Colonna, Antoglietta, Falconi, Filomarino, Brancaccio, majd legvégül a Ferrante család birtoka. 1806-ban vált önállóvá, amikor a Nápolyi Királyságban felszámolták a feudalizmust.

## Népessége
A népesség számának alakulása:

## Főbb látnivalói
- Natività di Maria Vergine-templom - a 18. század elején épült barokk stílusban.
- Madonna del Carmine-templom - 1713-ban épült barokk stílusban.
- Madonna del Buon Consigli-templom - a 19. század közepén épült.
- Castello Brancaccio - 1626-ban épült erődített nemesi palota.